# Rezerwat przyrody Velký Polom
Rezerwat przyrody Velký Polom (cz. Přírodní rezervace Velký Polom) – rezerwat przyrody w Czechach, w kraju morawsko-śląskim, w powiecie Frydek-Mistek, w Malenowicach. Powstał w 1999 i obejmuje 73,67 ha powierzchni w granicach CHKO Beskidy, obejmujący przyszczytowe fragmenty góry Wielki Połom, na wysokości 860–1067 m n.p.m.
Rezerwat chroni las świerkowo-bukowy, z domieszką jodły i jaworu, z egzemplarzami sięgającymi 230 lat. W runie spotkać można liczne gatunki paproci. W rezerwacie spotkać można rzadko występującego w Beskidzie Morawsko-Śląskim głuszca. Od strony słowackiej przylega rezerwat przyrody o tej samej nazwie w CHKO Kysuce.